# Ceroplastes utilis
Ceroplastes utilis är en insektsart som beskrevs av Cockerell 1893. Ceroplastes utilis ingår i släktet Ceroplastes och familjen skålsköldlöss. Inga underarter finns listade i Catalogue of Life.